# Казе Сан Бенедето (Ријети)
Казе Сан Бенедето је насеље у Италији у округу Ријети, региону Лацио.
Према процени из 2011. у насељу је живело 288 становника. Насеље се налази на надморској висини од 386 м.